# 池田秀三
池田 秀三（いけだ しゅうぞう、1948年9月23日 - ）は、中国哲学史学者、京都大学名誉教授。

## 経歴
大阪市生まれ。1971年京都大学文学部中国哲学科卒、1975年同大学院博士課程満期退学、1975年京都大学人文科学研究所助手、1980年京都大学文学部中国哲学科助教授、1997年教授、2013年定年退任、名誉教授。

## 著書
- 『自然宗教の力 儒教を中心に』岩波書店 叢書現代の宗教 1998
- 『中国古典学のかたち』研文出版 研文選書 2014

### 訳注
- 劉向『中国の古典 説苑 知恵の花園』講談社 1991
  - 『説苑』講談社学術文庫 2019。各・編訳

## 論文
- https://cir.nii.ac.jp/all?q=%E6%B1%A0%E7%94%B0%E7%A7%80%E4%B8%89&range=0&nrid=&count=100&sortorder=2&type=1 Cinii]